# Attock
Attock é uma cidade do Paquistão localizada na província de Panjabe.